# Racopilum leptotapes
Racopilum leptotapes là một loài rêu trong họ Racopilaceae. Loài này được Müll. Hal. ex Cardot mô tả khoa học đầu tiên năm 1915.